# Chrysobothris chalcophoroides
Chrysobothris chalcophoroides är en skalbaggsart som beskrevs av Horn 1886. Chrysobothris chalcophoroides ingår i släktet Chrysobothris och familjen praktbaggar. Inga underarter finns listade i Catalogue of Life.